# Azidamfenicol
Azidamfenicol ist ein Arzneistoff aus der Gruppe der Amphenicol-Antibiotika, das strukturell dem Chloramphenicol ähnelt.
Es ist ausschließlich für die topische Anwendung geeignet. Eingesetzt werden kann es in Form von Augentropfen zur Behandlung der bakteriellen Konjunktivitis. Im Gegensatz zu Chloramphenicol ist Azidamfenicol gut wasserlöslich. Das Spektrum empfindlicher Erreger gleicht dem des Chloramphenicols. Fertigpräparate sind in Deutschland, Österreich und der Schweiz nicht bzw. nicht mehr im Markt.

## Chemie
Die chemische Synthese von Azidamfenicol ausgehend von Azidoessigsäuremethylester ist in der Literatur beschrieben.